# Paul Nordlund
Paul Bengt Samuel Nordlund, född 16 augusti 1890 i Surteby församling i Älvsborgs län, död 22 juli 1971 i Borås Caroli församling, var en svensk målare, tecknare och folkskollärare
Han var son till handelsresanden Bengt Nordlund och Ida Josefina Andersson samt gift med Brita Lindkvist. Han studerade konst under ledning av Per Ekström 1908 och vid Tekniska skolan 1913, och han vistades en period i Tyskland 1912 där han bedrev självstudier. Vid sidan av sitt arbete som lärare sysslade han med målning och deltog i några samlingsutställningar med målad bildkonst bland annat i Arbrå och i utställningen Västgötakonst som visades i Skara 1924, separat ställde han ut med stilleben och landskap på Växjö småskoleseminarium 1949. Han lämnade lärarbanan för att på heltid arbeta som illustratör och arbetade för flera dags-, vecko- och jultidningar, men var huvudsakligen knuten till Folkskollärarnas tidning och Dagens Nyheter. För Ingelstads lantmannaskola utförde han 18 målningar med Bilder ur småländskt arbetsliv. Han formgav flera bokomslag och illustrerade en rad böcker, bland annat Ragnar Wieséns Manfred Perssons underbara resa  och Frida Åslunds Främlingsfolket i Degerforsa.